# Großsteingrab Horserød Hegn 2
Das Großsteingrab Horserød Hegn 2 war eine megalithische Grabanlage der jungsteinzeitlichen Nordgruppe der Trichterbecherkultur im Kirchspiel Tikøb in der dänischen Kommune Helsingør. Es wurde im 19. Jahrhundert zerstört.

## Lage
Das Grab lag im Norden des Waldgebiets Horserød Hegn, südlich eines Waldwegs. In der näheren Umgebung gibt bzw. gab es zahlreiche weitere megalithische Grabanlagen.

## Forschungsgeschichte
Im Jahr 1884 führten Mitarbeiter des Dänischen Nationalmuseums eine Dokumentation der Fundstelle durch. Zu dieser Zeit waren nur noch Reste der Anlage erhalten. Irgendwann später wurde sie vollständig abgetragen.

## Beschreibung
Die Anlage besaß eine nordwest-südöstlich orientierte längliche Hügelschüttung unbekannter Größe. Der Hügel selbst war 1884 bereits abgetragen. Von der Umfassung waren noch sieben Steine erhalten. Eine Grabkammer konnte nicht mehr ausgemacht werden.